# 星野舞夜
星野 舞夜（ほしの まよ）は、日本の小説家である。代表作に『タナトスの誘惑』『夜に溶ける』などがある。

## 人物
星野舞夜は、2020年時点で大学生であること以外は、本名を含めた個人情報を公表していない。物語のジャンル的には、「愛の物語、特に泣けるやつやちょっと残酷なやつが好きです。」と語っている。BIGMAMAが好きで、BIGMAMAのLINE公式アカウントで「ボーカルの金井さんが書いた小説への挿絵を募集しています」というお知らせが来ていたことから、2019年7月、「夏の夜、君と僕の焦燥。」がお題であったモノコン2019に応募するために小説投稿サイト「monogatary.com」に作品『タナトスの誘惑』を投稿し、同作でソニーミュージック賞・大賞を受賞している。『タナトスの誘惑』はYOASOBIのデビュー曲『夜に駆ける』の原作となった。『タナトスの誘惑』と『夜に溶ける』はともに書籍『夜に駆ける YOASOBI小説集』に収録されている。

## 作品
作品は基本的には小説投稿サイト「monogatary.com」に投稿している。
monogatary.com内でのアイコンはフィンセント・ファン・ゴッホの作品『夜のカフェテラス』から来ている。
| 更新日         | ジャンル           | お題                           | タイトル                       | 備考                                                                                 |
| -------------- | ------------------ | ------------------------------ | ------------------------------ | ------------------------------------------------------------------------------------ |
| 2019年7月13日  | 恋愛               | 夏の夜、君と僕の焦燥。         | タナトスの誘惑                 | YOASOBIの楽曲『夜に駆ける』の原作 モノコン2019ではソニーミュージック賞を受賞している |
| 2019年7月14日  | 異世界             | 冥界喫茶「ジュバック」         | 冥土のメイド喫茶「ジュバック」 |                                                                                      |
| 2019年7月17日  | お仕事             | 復讐する女                     | 幸せの白い花                   |                                                                                      |
| 2019年8月8日   | 恋愛               | 超絶赤面ポエム                 | となりの席の君                 |                                                                                      |
| 2019年8月8日   | ホラー・サスペンス | 密室で繰り広げられる人間ドラマ | 願いを叶える鏡                 |                                                                                      |
| 2019年8月9日   | 恋愛               | 全力で中二病ポエム             | 僕の女神≪ヴィーナス≫           | 『となりの席の君』の続編                                                             |
| 2019年8月13日  | 青春・学園         | 決戦前夜の眠れないJK           | シンデレラのお姉さんの物語     |                                                                                      |
| 2019年9月29日  | 恋愛               | 紫陽花と向日葵の丘             | 正反対なふたり                 |                                                                                      |
| 2019年11月2日  | 恋愛               | ハロウィンに読みたい物語       | ナイトレイラ                   |                                                                                      |
| 2019年11月23日 | 恋愛               | 夏の夜、星空を見上げて思うこと | 夜に溶ける                     |                                                                                      |
| 2019年12月14日 | 恋愛               | 君と僕の忘れられない冬         | 僕は、君と見た光を忘れない     |                                                                                      |
| 2019年12月28日 | 恋愛               | 残酷サンタ                     | ロイヤライズ                   | BIGMAMAの楽曲「Royalize」のイメージで書いたクリスマスストーリー                      |
| 2020年2月4日   | その他             | 【YOASOBI】埃っぽい朝のこと    | 消えてしまったシンデレラ       |                                                                                      |

## 書籍
2020年9月発売の『夜に駆ける YOASOBI小説集』の第一章「夜に駆ける」に、小説『タナトスの誘惑』『夜に溶ける』が掲載された。